# Grupo de Ações Táticas Especiais (PMESP)
O Grupo de Ações Táticas Especiais, GATE, é um grupamento policial de operações táticas especiais da Polícia Militar do Estado de São Paulo, no Brasil.
Criado em 1988, o GATE é atualmente representado pela  4ª, 5ª e 6ª companhia do 4º Batalhão de Polícia de Choque (Batalhão de Operações Especiais de São Paulo), que por sua vez está subordinado ao Comando de Policiamento de Choque.  Em nível de sub-unidade é comandado por um Major e operacionalmente está dividido em Unidade de intervenções Táticas, equipe de Snipers, equipe de negociação além de um esquadrão Anti-bombas.
O GATE é um dos mais modernos grupos de táticas especiais do país, focando a sua atuação em situações de alto risco, como resgate de reféns, incursões em locais de alto risco, Contra terrorismo e desarmamento de bombas.